# Ramón Pérez de Ayala
Ramón Pérez de Ayala y Fernández del Portal (ur. 9 sierpnia 1881 w Oviedo, zm. 5 sierpnia 1962 w Madrycie) – hiszpański pisarz i dziennikarz.

## Dzieła

### Liryka
- La paz del sendero (1904).
- El sendero innumerable (1916).
- El sendero andante (1921).

### Eseje
- Hermann encadenado. Libro del espíritu y el arte italiano (1917).
- Las máscaras (1917–1919).
- Política y toros (1918).
- Amistades y recuerdos (1961)
- Fábulas y ciudades (1961).

### Powieści
- Sonreía, 1909.
- Tinieblas en las cumbres (1907).
- La pata de la raposa (1911).
- A. M. D. G. (1910).
- Troteras y danzaderas (1913),
- Prometeo, Luz de domingo i La caída de los limones 1916.
- Bajo el signo de Artemisa (1924)
- El ombligo del mundo (1924)
- Los trabajos de Urbano y Simona (1923).
- Belarmino y Apolonio (1921).
- Tigre Juan i El curandero de su honra (1926).